# Sacciolepis myuros
Sacciolepis myuros là một loài thực vật có hoa trong họ Hòa thảo. Loài này được (Lam.) Chase miêu tả khoa học đầu tiên năm 1908.